# Levi Strauss & Co.

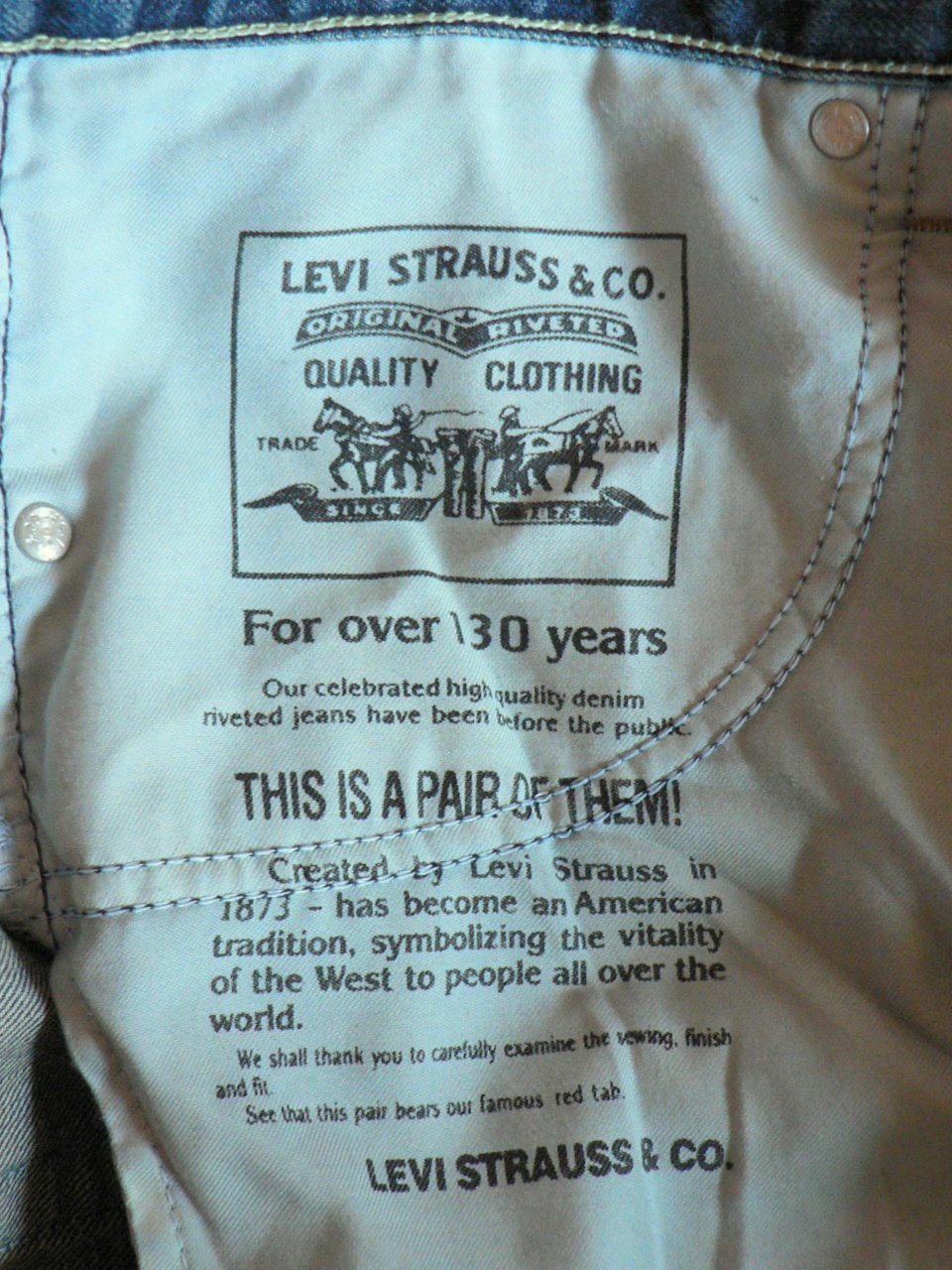
På insidan av Levi's 501.

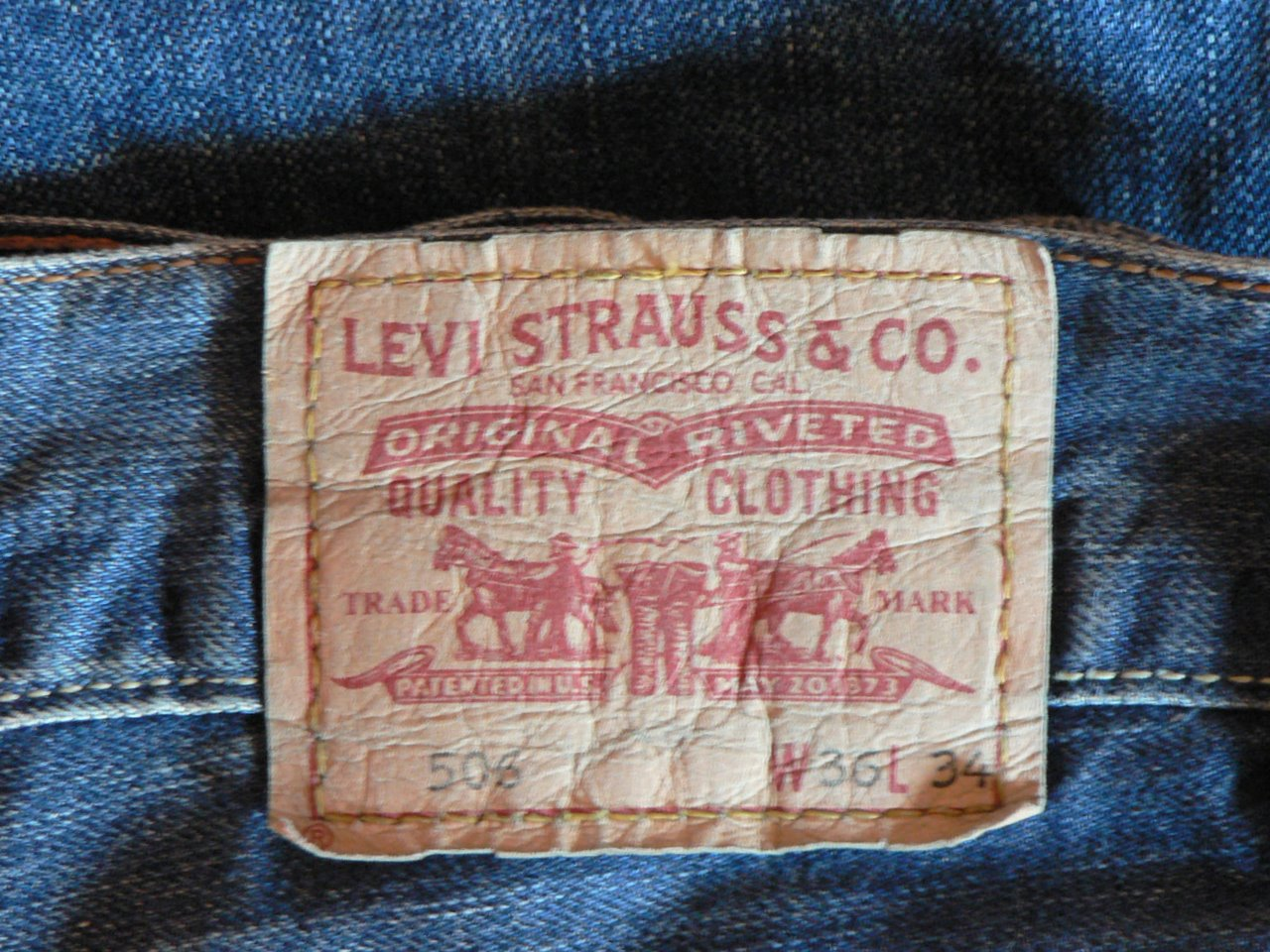
Etiketten på bakfickan av ett par Levi's 506.

Levi Strauss & Co är en amerikansk klädtillverkare främst känd för byxor av typen jeans. Företaget grundades i USA år 1853 av den tysk–judiske invandraren Levi Strauss som började utveckla arbetskläder. Från början tillverkades de av kanvas men senare av slitstark denim. Bolaget är ett av världens största klädföretag.
Företagets mest kända och etablerade varumärke är Levi’s. Det används för kläder runt om i världen. Ursprungligen var Levi's endast ett produktnamn på de nitförstärkta blåjeansen, men senare ingår även jackor, tröjor, skor och diverse andra klädesplagg och tillbehör.

## Bakgrund
Ganska snart byttes den ursprungliga kanvasväven ut mot denim. Jeansen blev en etablerad klädsel för gruvarbetare, cowboys och skogsarbetare. För att klara orderingången byggdes en fabrik där 60 kvinnor sydde byxor och hamrade in kopparnitar. Allt övervakades av Jacob Davis. Utvecklingen gick snabbt och ganska snart var produktionen uppe i över 100 000 plagg. Sortimentet utökades till jeansjackor, overaller och arbetsskjortor. Ett par Levi's jeans kostade $1,46.

### Bröderna Stern
I slutet av 1800-talet överlämnade Levi Strauss företaget i sina syskonbarns händer. Jacob Stern som var äldst blev president. Men Levi fortsatte fram till sin död att dagligen besöka högkvarteret på Battery Street. Försäljningen gick stadigt uppåt och Levi's jeans var välkända i västra USA. Men det gick trögare österut så ögonen riktades mot Hawaii, Nya Zeeland och Mexiko. En blygsam export började. Det satsades på nya produkter, bland annat en overall för barn kallad "koverall". Det var det första slitstarka plagget som gjorts för barn och blev en omedelbar succé. Jacob Stern besökte biltillverkaren Fords fabriker i Detroit, Michigan och blev fascinerad av den nya metoden för biltillverkning. Han överförde raskt löpande band-principen till sin sömnadsindustri.

### Depression
I mitten av 1920-talet erbjöds Walter A. Haas,  som var gift med en av Sterns döttrar, att ingå i företagsledningen. Haas fick sedan den otacksamma uppgiften att leda företaget genom depressionen, men han såg också tiderna ljusna när det hela var över. Hans sonson Robert Haas, var president för Levi Strauss & Co. Depressionen förde faktiskt något gott med sig. Hårt drabbade ranchägare hittade ett nytt sätt att späda på sina magra inkomster och öppnade sina dörrar för folk från östra Amerika. De erbjöds en annorlunda semester i vildmarken och behövde därför slitstarka kläder. De köpte jeans som de tog med hem och snart började plaggen dyka upp i butiker på östkusten. Levi Strauss & Co gjorde en hel serie västernkläder – "Dude Ranch Duds" – för både män och kvinnor i denim, gabardin och satin och hade sin första rikstäckande annonskampanj.

### Andra världskriget
Under andra världskriget var Levi Strauss & Co en integrerad del i USA:s gemensamma krigsansträngningar. Råvarorna var ransonerade och produktionen låg därför på ett minimum. Ett tag var man tvungen att ersätta bågstickningen på bakfickan med påmålade linjer. Bara personer som arbetade inom totalförsvaret eller militärer fick köpa Levi's produkter.
Efter kriget började jeansen på allvar slå igenom som fritidsplagg. Yngre hemvändande soldater gjorde dem populära på universiteten och ungdomarna där tog snabbt efter. Jeansen spreds som en löpeld över hela landet, man letade sig också över till Europa med hemvändande turister. Butiker som annonserade om Levi's jeans kunde vänta sig en kaotisk anstormning. Ledningen insåg snabbt de nya möjligheterna och genomförde en omfattande omorganisation av företaget. Man upphörde med all partihandelsverksamhet och koncentrerade sig på att tillverka och sälja sina egna produkter. Nu började man också att blicka ut över hela världen och framförallt Europa, som började skrika efter "the American way".

### 1950–talet
Försäljningskurvan pekade spikrakt uppåt i takt med att folk fick mer pengar att röra sig med. Ungdomarna etablerade en ny livsstil och gjorde revolt mot gamla konventioner. De slängde slips och kostym, tog på sig Levi's och en rebellisk uppsyn. Man kallade dem tonåringar. Inspirationen hämtades från Hollywood, där Marlon Brando, James Dean, Elvis Presley och andra stjärnor blev föredömen i klädval, värderingar och beteenden.
Levi Strauss & Co hade tidigare rekryterat begåvningar från UCLA och Harvard Business School med uppgift att dra upp riktlinjerna för företagets framtida expansion. Som en följd av detta etablerades Levi Strauss International, en organisation för export och försäljning till Europa och Asien. Hela världen låg redo för en jeansexplosion och överallt tog man jeansen till sina hjärtan. Snart fanns det inte en plats på jorden där man inte hört namnet på den man som 100 år tidigare kom till San Francisco, Kalifornien för att starta en blygsam handel med sin svåger.

### Ett världsföretag

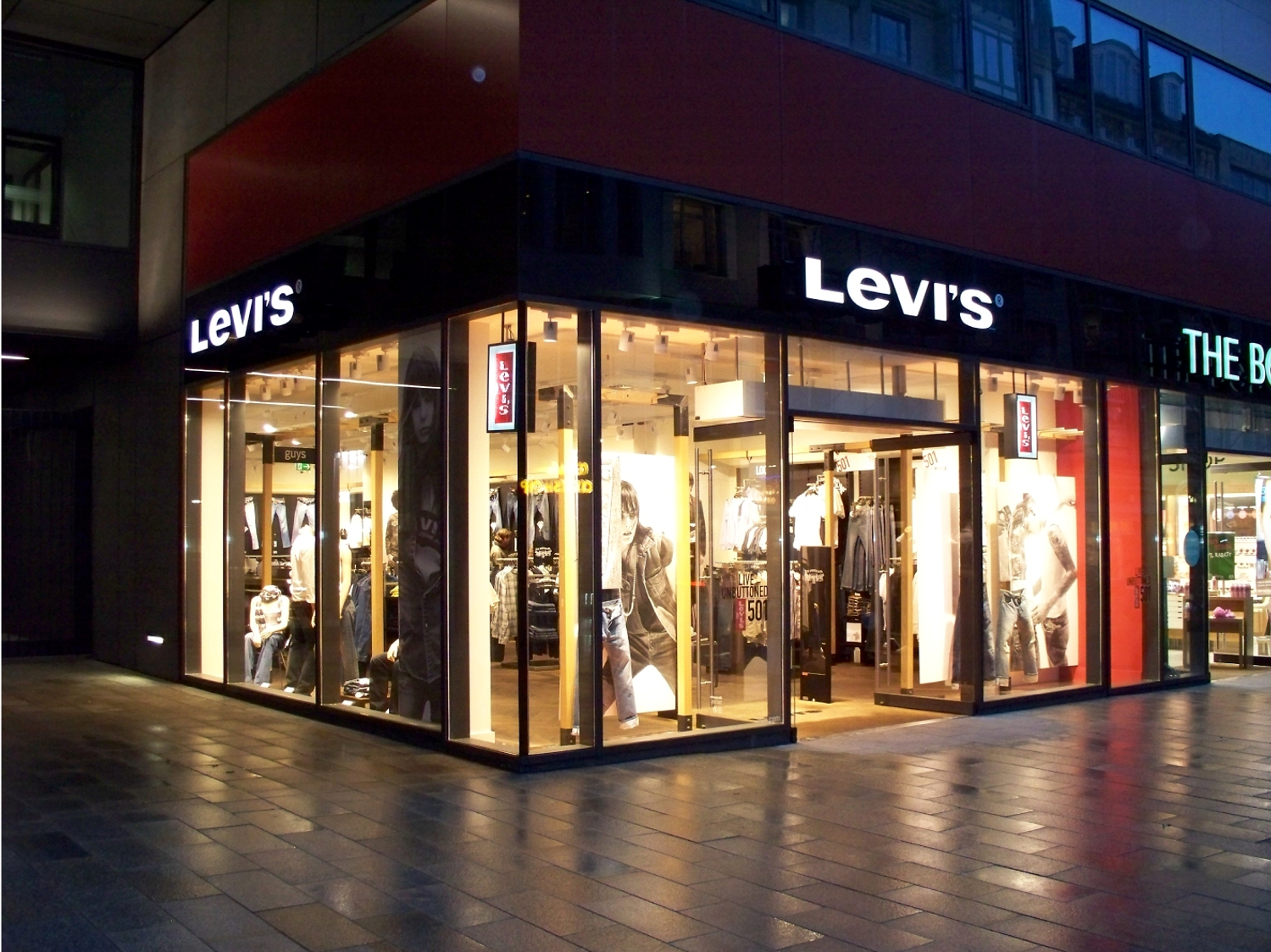
Levi's store i tyska Leipzig.

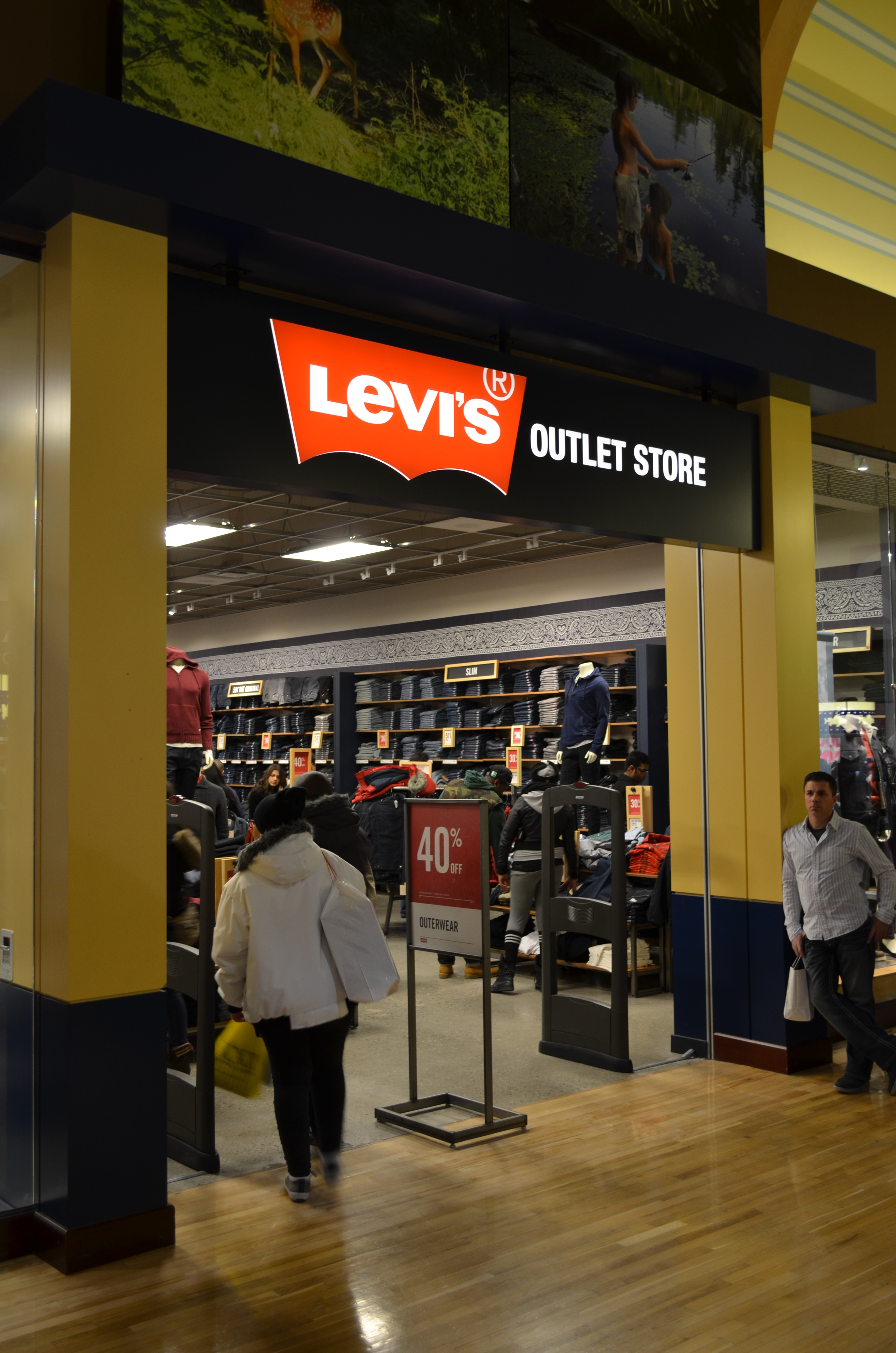
Levi's outlet store i Kanada.

Mycket tack vare etableringar utanför USA växte Levi Strauss & Co snabbt på 1960-talet och var börsnoterat 1971-1984.
Företaget passerade sina konkurrenter och ligger idag med bred marginal före nummer två, VF Corporation som har märkena Lee, Wrangler, Rustler, Jantsen med flera. 1990 ökade Levi Strauss & Co försäljningen med 17 %, till 27 miljarder svenska kr. VF ökade med drygt 3 % till 17 miljarder. Samma år tillverkades 238 miljoner plagg av Levi Strauss & Co. 405 miljoner meter denim förbrukades och 900 ton nitar gick åt. Företaget hade 30 000 anställda världen över.
Bolaget ansökte 2019 om att återintroduceras på börsen.

## Produkter
Denim är ett kraftigt bomullstyg som har indigofärgade varptrådar (längsgående) och vita väfttrådar (tvärgående). Färgämnet Indigo är känt sedan årtusenden men framställs numera syntetiskt. Vid infärgningen av varptråden tränger mikroskopiska kristaller in i garnet. När jeansen används nöts de yttersta lagren bort vilket ger de nyansskillnader som är så speciella för denim.

### Quality never goes out of style
Tidigt insåg Levi Strauss att det var kvalitén som gjorde hans byxor populära och försäkrade sig om hög standard på allt från råmaterialet till arbetskraften. Det bästa denimtyget fanns i North Carolina. Väveriet Cone Mills, som då drevs av bröderna Moses och Caesar Cone, levererar fortfarande tyget till Levi's 501 modell. För att få den bästa arbetskraften och därmed ett bra jobb utfört betalade Levi överlöner till sömmerskorna. Dagens stora framgångar skulle inte vara möjliga om inte kvalitetskraven levde kvar. Tyget testas fortfarande mycket noga i Levi Strauss & Co's laboratorium innan det används. Varje färdigt plagg kontrolleras dessutom fyra gånger innan de levereras. Efterbehandling som tvätt, färgning mm, får inte göras av utomstående. Logiken är enkel: Levi Strauss & Co kan inte ta ansvar för produkter som behandlats utanför företagets kontroll.

### Immaterialrätt
Redan från början blev det svårt att skilja det ena jeansmärket från det andra. Folk som trodde att de köpt Levi's jeans blev besvikna på kvalitén. För att skilja ut jeansen från uppdykande konkurrenter gjordes särskilda kännetecken. En gul tråd användes i sömmarna och man gjorde en bågstickning på bakfickan som sägs vara inspirerad av örnen i USA:s riksvapen. Den har använts sedan 1873 och är världens äldsta varumärke. 1886 adderades en läderetikett som bland annat beskriver kvalitén på denimtyget. Samma år gjordes det berömda kvalitetstestet som ligger till grund för varumärket ”Two horse brand”. För att ytterligare markera identiteten sattes en Red Tab på höger bakficka. Trots detta utsätts Levi's ständigt för varumärkesintrång och plagiering. Kopiorna har samma kännetecken som Levi's men lever inte upp till folks förväntningar. Därför läggs det ner mycket jobb på att tidigt upptäcka och stoppa dem. Enda sättet att vara riktigt säker på att få autentiska Levi's är att köpa dem i butiker som har skylten ”Authorized Levi's Dealer”.

### Classical Levi's
I Levi Strauss & Co's produktkataloger har det genom årens lopp funnits många olika sorters kläder, från damstrumpor till lekoveraller. Tyngdpunkten har legat på fritidskläder för män, kvinnor och barn i varierande åldrar. Nu är produktionen fokuserad kring 3 kärnpunkter som tillsammans utgör basplaggen i en garderob: byxa, jacka och underwear, det vill säga t–shirts och tröjor. Det är klassiska kläder som har sitt ursprung i det gamla Levi's.

### Levi's 501

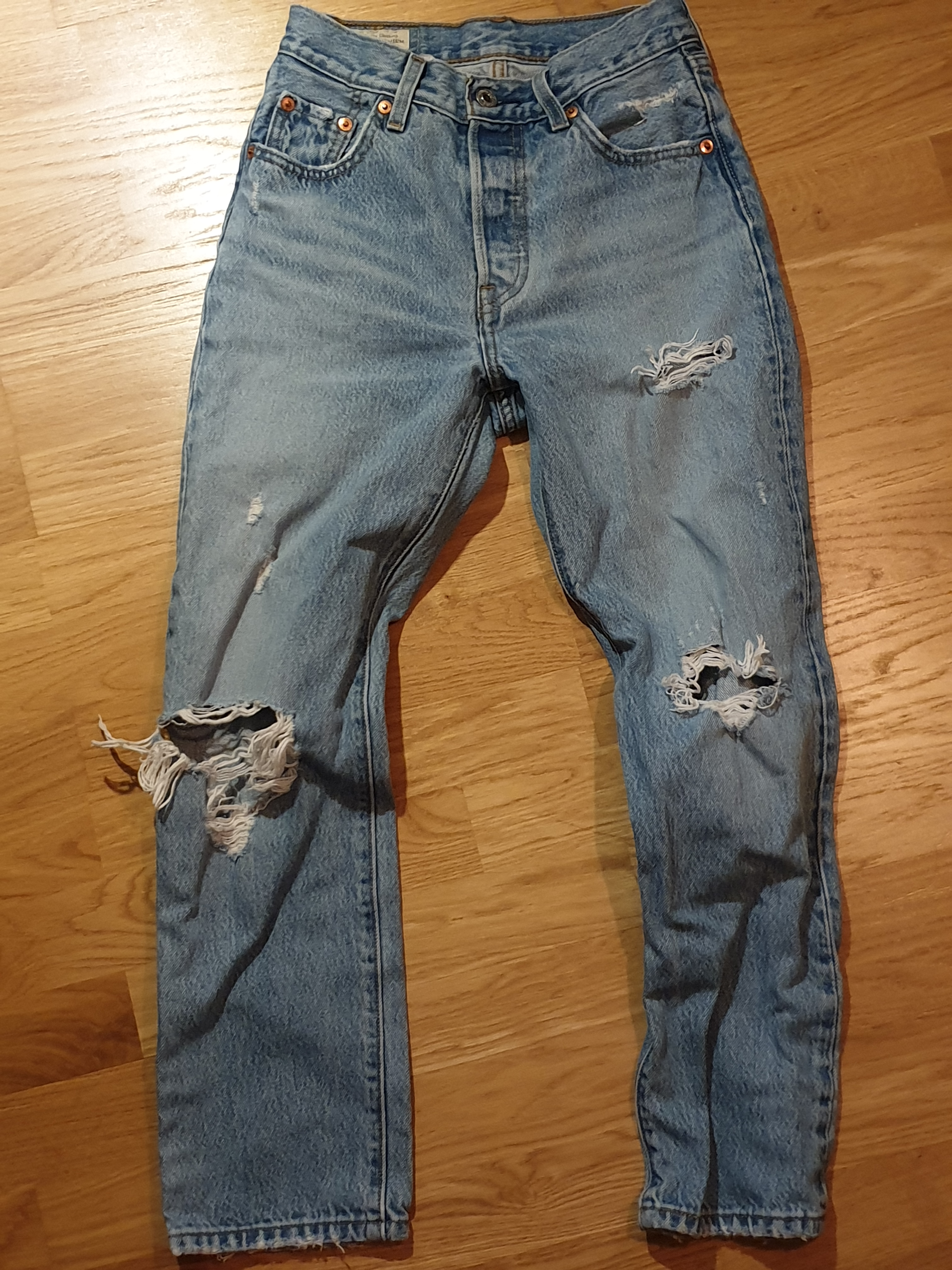
Ett par ljusblå 501-jeans.

501:ans ursprung finns i den byxa som Levi Strauss sydde upp. Materialet har ändrats till denim och vissa andra små förändringar har gjorts, annars är den i det närmaste identisk. Namnet kommer från att företagets produktgrupper var uppdelat på skilda avdelningar – departments. Department 1–4 var produkter i grossistverksamheten. Department 5 var den egna produktionen. När man började med artikelnummer blev den första egna produkten kallad 01 och fick artikelnumret 501. Idag måste 501:an vara en av världens mest kända produkter och vem som helst kan gå in i en jeansbutik och köpa i princip samma byxa. 

### Truckerjacket
I samband med 501:an introducerade Levi Strauss & Co sin första jacka, eller ”blouse” som den kallades. Jackan var längre i midjan än dagens Truckerjacket, den hade fickor som satt längre ner mot magen och en slejf där bak. Materialet och det minutiöst noggranna sättet att sy den var exakt samma som på 501:an.
När man närmar sig mitten på 1950-talet börjar jackan se ut som dagens Truckerjacket. Historien säger att den amerikanska presidenten Dwight D. Eisenhower beställde jackan av Levi Strauss & Co som specialsydde den. Senare togs den upp i sortimentet och fick smeknamnet ”Eisenhowerjackan”. Den här jackan har sedan dess älskats av miljoner människor världen över. Den har dykt upp i många färger, fodrad eller ofodrad med eller utan sidofickor, med smalare skärning så kallad Slimtrucker men grundmodellen har varit oförändrad i drygt 35 år.

### Underwear
T-shirtens ursprung kommer från mäns undertröjor som fram till sent på 1800-talet hade långa ärmar. 1899 registrerades den första t–shirten som specificerades som ”revolutionary lightweight white cotton underwest”. I början av seklet hittar man dokumentation om Levi's T–shirts. I en produktkatalog läser man: ”Medium weight dark-blue chambray, one pocket style, short sleeves”. Den fanns också i vitt eller gräddfärgad och kostade $5 per dussin. I slutet av 1980-talet tog Levi Strauss & Co upp de gamla fina Underwear och t-shirt traditionerna igen. I form och material är det nästan samma tröjor som säljs idag som i början av 1900-talet. En tröja som till exempel Gran'dad har inte förändrats mycket på 100 år. Den är en klassiker precis som 501 och Truckerjackets.

### White Heat & Flower Power
Med 1960-talets flower power och rockfestivaler blev det populärt att sätta personlig prägel på sina Levi's jeans. Pärlor, nitar, lappar och blixtlås användes för att skapa ett eget mode. Man till och med målade direkt på jeansen. Sedan dess har Levi Strauss & Co samlat in pengar till välgörande ändamål med individuellt utformade jeans och Truckerjackets. I samarbete med tidningen Blitz 1986 fick 20 designers skapa sina egna jeansjackor som sedan såldes. Pengarna gick till välgörenhet. I White Heat gällde det att släppa loss fantasin på vita 501, som auktionerades ut till förmån för Nordoff Robbins Music Therapy. Hösten 1991 såldes Truckerjackets som utformats av 24 artister och konstnärer på en gala i Stockholm. Hela överskottet gick till Barncancerfonden. I linje med Levi Strauss intentioner och Robert Haas ”Aspirations” skänker företaget varje år mycket pengar till olika välgörenhetsorganisationer och forskningsprojekt. Internt pågår hela tiden insamlingar för bland annat Röda Korset och Rädda Barnen.

### Levi’s Curve ID
Levi’s nya koncept för kvinnor kallas Curve ID. Idén bygger på att alla kvinnor ska kunna hitta ett par jeans som passar just deras kroppsfigur. Företaget har skapat tre olika modeller i olika storlekar: Slight Curve, Demi Curve och Bold Curve. Levi’s Curve ID är ett system som fokuserar på kvinnors olika former istället för på deras storlekar.

## Europa
Förutom en mindre export i slutet av 1800-talet dröjde det till mitten av 1950-talet innan Levi Strauss & Co började att blicka utanför USA:s gränser. Då startades en verksamhet strax utanför Antwerpen i Belgien och man skaffade lagerlokaler för att ta emot varor från produktionen i USA. Varorna distribuerades sedan vidare till fristående företag som representerade Levi's i olika länder. 1969 kom tillverkningen igång i Europa. Fabriker startades i Frankrike, Belgien och Storbritannien. Året innan flyttades huvudkontoret till Bryssel, där det fortfarande finns. Egna försäljningskanaler grundlades runt om i Europa. Idag, drygt 20 år senare, är Levi's marknadsledare över hela Europa.

### Jeansens segertåg
1960 är ett historiskt år för jeansen i Skandinavien. Då upphörde restriktionerna för dollarutflödet, och man fick importera riktiga jeans, made in USA. Lee blev snabbt störst i Sverige, Wrangler i Danmark, i Finland dominerade egenhändigt tillverkade märken men i Norge blev Levi's nummer ett. Marknaden växte snabbt under 1960-talet och fick en verklig boom under 1970-talet. Till en början såldes jeansen genom sportaffärer och konfektionsbutiker, men snart började renodlade jeansbutiker dyka upp. På Gamla Brogatan i Stockholm, fanns vid den här tidpunkten som mest 22 jeansbutiker.

### Levi Strauss Norden
År 1960 började små konfektionsföretag att direktimportera Levi's från San Francisco. Carl Emond AB i Landskrona och Trolstrup på Vester Voldgade i Köpenhamn var pionjärer. Någon marknadsföring fanns inte och populärast i Sverige blev jeans i en beige satinkvalitet. Men 501 fanns med från början. I augusti 1967 startade Levi Strauss Scandinavia i Helsingborg. Det var en central organisation för Norden med åtta anställda som arbetade hårt för att lansera ett nästan okänt jeansmärke till återförsäljare och konsumenter. ”Sitter som skalet på ett äpple” var en slogan som sålde Levi's okrympta jeans på den här tiden. Efter ett kort tag fick de nordiska länderna egen ledning, eget lager och egna försäljningskanaler.

### H.Q i Helsingborg
Efter en omorganisation i slutet av 70-talet fick Levi Strauss & Co återigen en gemensam verksamhet för de nordiska länderna. Namnet blev Levi Strauss Norden. Företaget blev större och starkare och fick bättre resurser. Som en följd byggdes det nuvarande huvudkontoret i Helsingborg där den operativa ledningen finns tillsammans med ekonomi, distribution, design, produkt och marknadsavdelning. All försäljning och kundservice sköts av försäljningskontor som finns i Stockholm, Oslo, Köpenhamn och Helsingfors. Från dessa städer utgår också säljkåren som reser runt och besöker 2 000 återförsäljare i hela Norden. 1990 fanns 100 anställda på huvudkontoret i Helsingborg. Vid försäljningskontoren inklusive säljrepresentanterna ytterligare 65.

### Original Levi's Store
När Original Levi's Store slog upp portarna i Reykjavik på Island bröts den sista barriären i Norden. Även om Levi Strauss & Co inte äger butiken var det företagets första ”egna” etablering på ön. Den första Original Levi's Store öppnades 1987 på Gamla Brogatan i Stockholm. Den har följts av flera andra runt om i Norden. Målsättningen är att ha runt 50 butiker och syftet är att förtydliga och förstärka Levi's varumärke i Norden. Innehavarna äger själva sina butiker men har ett avtal med Levi Strauss Norden att bara sälja Levi's produkter och ha en inredning som är designad av Levi Strauss & Co. De betalar en avgift på 5 % av omsättningen, som ges tillbaka i form av marknadsföring och utveckling av butikskedjan. Som en följd startades Levi's University som ger ägarna bättre kunskaper om Levi's, management och försäljning. Målsättningen är att Original Levi's Store ska svara för 15-20 % av företagets omsättning.